# USS Chosin (CG-65)
USS Chosin (CG-65) devetnaesta je raketna krstarica klase Ticonderoga u službi američke ratne mornarice.

## Vanjske poveznice
- chosin.navy.mil  Arhivirana inačica izvorne stranice od 14. lipnja 2009. (Wayback Machine)